# Impatiens lemannii
Impatiens lemannii är en balsaminväxtart. Impatiens lemannii ingår i släktet balsaminer, och familjen balsaminväxter.

## Underarter
Arten delas in i följande underarter:
- I. l. kurramensis
- I. l. lemannii
- I. l. multiflora